# قضاء العرف والعادة
كتاب قضاء العرف والعادة تأليف عبدالكريم عيد الحشاش طبع منه طبعتان.

## الكتاب
- راودت فكرة الكتابة عن القضاء العرفي الكاتب منذ سنين عديدة، وكان يتذكّر مجالس القضاء التي كانت تعقد في الدواوين بجديّة ومهابة ووقار، وأكثر ما راعه بلاغة الحجج وكيفية سردها وكأنها موحاة من عالم آخر، حيث أنّ المرء لا يسمع مثيلاً لها في الحياة العادية، وكان الصغار يرتدون ملابس أهلهم العربيّة، ويحاكون تلك المجالس، فيقسمون أنفسهم إلى طرفين متنازعين، وينصّبون قاضياً، ويحاولون استذكار المرافعات، مقلّدين أصوات المترافعين، وحين كبر الكاتب تسنّى له أن يجلس في تلك الحلقات القضائية حيث كان يطلب منه أحيانا تسجيل الحجج وحكم القاضي فيها، وأكثر ما يثير الدهشة أنّ هذه الحجج صادرة عن أناس أميّين لا يعرفون القراءة والكتابة، وكلّما كان المرء موغلاً في بدويّته كانت حجته أبلغ وأكثر جزالة واختصاراً، وليس غريباً أنّ هذه الحجج تحفظ عن ظهر قلب، ثم تشيع في الأوساط وترددها الألسن كقصيدة شعريّة.
- ومن المعروف أنّ الناس في الريف والبادية يركنون إلى هذا القضاء، ويرضون بحكمه ويتحاشون الذهاب إلى المحاكم الشرعية أو الرسمية، ولايشفي صدورهم إلا الأحكام الصادرة عن قضاتهم المعروفين، فالقضاء العرفي ظاهرة اجتماعية شأنها شأن الظواهر الأخرى، وتختلف من بيئة إلى أخرى، غير أنّ هناك قواسم مشتركة يلحظها المتتبّع لهذا الأمر، والقاضي يصرّح قبل أن يصدر الحكم بقوله: «أنا في قضاي وعرفي» أو «حسب العرف والعادة» وكثيراً ما تسمع عبارة «نحن تبع ما نحن نبع».

ومن خطبة لعمر بن عبد العزيز: «ألا وإنّي لست بقاض ولكنّي منفّذ، ألا وإنّي لست مبتدع ولكني مُتّبع».
والقضاء العرفي ليس مقصوراً على المجتمعات البدوية كما هو الشائع، ولكنه يشمل سكان القرى والريف وأهل المدن في أحيان كثيرة على اختلاف مذاهبهم وأجناسهم، ونجد القضاة المشهورين من الفلاحين، وقد يتقاضى عندهم البدو في مسائل متعلقة بالأرض والخيل والتجارة والفلاحة.
- درس هذا الكتاب القضاء العرفي بمعزل عن المؤثرات الخارجية التي أثّرت فيه في أماكن شتّى كتدخّل الدول والقوانين وتعيين القضاة من قبل السلطات الحاكمة وتحديد صلاحيّاتهم، لذا عمد الكاتب إلى البحث عن أصول هذا القضاء وحيثياته في المناطق المغلقة كالنقب وصحراء سيناء وشرقيّ الأردن حيث أنّ سكان هذه المناطق إلى عهد قريب في معزل عن التأثيرات الخارجية سواء أكانت سلطات مدنية أو عسكرية أو شرعية، رغم أنّ القضاة والمتقاضين يعتقدون أنّهم يحكمون بما أنزل الله من أحكام، ويعتقدون أنّ أحكامهم تتماشى مع تشريع الدين الإسلامي الحنيف، وهذا يظهر جليّاً فيما تحويه المقدمات والحجج القضائية.
- ويعتبر هذا البحث بحثاً ميدانيّاً إذ أن الكاتب لم يعتمد على ما كُتب في هذا الشأن من قبل، ولم يجد فيه الضالّة المنشودة، فيقول: «وليس هذا المقام متسعاً لاستعراض ما كُتب ونقده والتعليق عليه، لأنّه على كل حال لا يتعدى القشور، ووقع كاتبوه في أخطاء وتناقضات لأنّهم حسب ظنّي لم يستطيعوا سبر غور لهجات وتعابير سكان البادية فهماً دقيقاً، ولم يشاهدوا العديد من المجالس القضائية ليصدروا بشأنها وكيفيتها حقائق صحيحة، بل اكتفوا بما سمعوه ممن أسعفتهم الظروف للقاء بهم، وعمد بعضهم إلى إيراد نصوص ونوادر وطرف وحكايات مضحكة، ولم يلامسوا جوهر القضاء، بل أورد البعض شواهد تعطي عكس المعنى الذي قصد إليه، واستغلق عليهم فهم النصوص، والأمر البالغ الأهميّة أنّ كثيراً من القضاة العرفيّين لا يحيطون علماً بكلّ مناحي قضاء العرف والعادة، بل يستغلق عليهم الكثير من أبوابه».

ويضيف الكاتب: «وأرجو أن أكون قد وُفّقت في جمع القضاء العرفي في كتاب ليتسنّى لدراسي العرف والعادة والظواهر الاجتماعية الرجوع إليه وفهمه بيسر وسهولة، خصوصا إنّ هذا القضاء أخذ يضمحل ويتراجع، وسيؤول إلى الانقراض في نهاية المطاف أمام بسط نفوذ الدول على الأصقاع كافّة».
- ووقف الكاتب حيال هذا القضاء موقف المحايد، ولم يتستر على هناته، ولم يغبنه حقّه في المواضع التي شعر فيها بتجلّي العدالة الإنسانية، ولم يسهب في مقارنته بالشرائع السماويّة أو القوانين الوضعية خشية الإطالة والتوسّع، كما أنه لم يتطرق لذكر القضايا التي كان للدول وقوانينها يد فيها، فهي قد تخفّف من غلواء الأحكام، وتمنع الجلاء وتحدد الدية.

وعمد في كثير من الأحيان إلى إيراد نصّ بعينة محافظة على سجع العبارات الجميل رغم مخالفة ذلك لقواعد الإعراب، ومجانبته للاشتقاق اللغوي السليم، واكتفى بشرح المفردات والكلمات الغريبة شرحاً موجزاً لا يؤثّر على ترابط الفقرات، وأورد الاحتمالات المتباينة ووضعها أمام القارئ كي يرجّح منها ما يشاء، ولم يفرض عليه رأياً بعينه.
- وقد أسعفن الحظّ الكاتب وهو ينسّق مواضيع هذا الكتاب للتعرّف على عدد من القضاة العرفيين، واستمع إلى ملاحظاتهم والمصطلحات الدارجة عندهم، وسعد كثيراً عندما وجد نسخاً من الطبعة الأولى لهذا الكتاب عند القضاة في سيناء وقطاع غزة وشرقيّ الأردن، وفي مكتبات الجامعات، وفي متناول يد طالبي العلم ودارسي القانون، وعند المحامين والقضاة الرسميين وفي دوائر لجان الإصلاح.